# Ratenelle
Ratenelle település Franciaországban, Saône-et-Loire megyében. Lakosainak száma 369 fő (2022. január 1.). Ratenelle Sermoyer, Cuisery, La Genête, Préty, Romenay és La Truchère községekkel határos.

## Népesség
A település népessége az elmúlt években az alábbi módon változott:
| Lakosok száma | 386  | 393  | 401  | 389  | 384  | 380  | 377  | 374  | 369  |
|               | 2013 | 2015 | 2016 | 2017 | 2018 | 2019 | 2020 | 2021 | 2022 |